# Meta Antenen
Meta Antenen, ob. Meta Mathys-Antenen (ur. 7 kwietnia 1949 w Orpund) – szwajcarska lekkoatletka.
Z powodzeniem startowała w biegach płotkarskich, sprincie, skoku w dal i wzwyż oraz pięcioboju.
W 1964 w wieku 15 lat po raz pierwszy została mistrzynią Szwajcarii w skoku w dal. W tym samym roku poprawiła też rekord Szwajcarii w tej konkurencji. W następnych latach biła rekordy Szwajcarii na 100 metrów, 100 metrów przez płotki i w pięcioboju.

## Sukcesy międzynarodowe
Meta Antenen była m.in. dwukrotną srebrną medalistką mistrzostw Europy (w Atenach (1969) w pięcioboju i w Helsinkach (1971) w skoku w dal) oraz halową mistrzynią Europy w skoku w dal.
| Rok  | Zawody                        | Miejsce   | Pozycja | Konkurencja        | Źródło |
| 1966 | Europejskie igrzyska juniorów | Odessa    | 1       | 80 m przez płotki  | [ 2 ]  |
| 1966 | Europejskie igrzyska juniorów | Odessa    | 1       | pięciobój          | [ 2 ]  |
| 1966 | Mistrzostwa Europy            | Budapeszt | 7       | pięciobój          | [ 3 ]  |
| 1966 | Mistrzostwa Europy            | Budapeszt | 8       | skok w dal         | [ 3 ]  |
| 1968 | Igrzyska olimpijskie          | Meksyk    | 8       | pięciobój          | [ 1 ]  |
| 1969 | Europejskie igrzyska halowe   | Belgrad   | 2       | 50 m przez płotki  | [ 4 ]  |
| 1969 | Europejskie igrzyska halowe   | Belgrad   | 3       | skok w dal         | [ 4 ]  |
| 1969 | Mistrzostwa Europy            | Ateny     | 2       | pięciobój          | [ 5 ]  |
| 1970 | Halowe mistrzostwa Europy     | Wiedeń    | 6       | skok w dal         | [ 6 ]  |
| 1971 | Halowe mistrzostwa Europy     | Sofia     | 4       | 60 m przez płotki  | [ 7 ]  |
| 1971 | Mistrzostwa Europy            | Helsinki  | 2       | skok w dal         | [ 8 ]  |
| 1971 | Mistrzostwa Europy            | Helsinki  | 5       | 100 m przez płotki | [ 8 ]  |
| 1972 | Halowe mistrzostwa Europy     | Grenoble  | 2       | skok w dal         | [ 9 ]  |
| 1972 | Halowe mistrzostwa Europy     | Grenoble  | 4       | 50 m przez płotki  | [ 9 ]  |
| 1972 | Igrzyska olimpijskie          | Monachium | 6       | skok w dal         | [ 1 ]  |
| 1973 | Halowe mistrzostwa Europy     | Rotterdam | 4       | 60 m przez płotki  | [ 10 ] |
| 1973 | Halowe mistrzostwa Europy     | Rotterdam | 5       | skok w dal         | [ 10 ] |
| 1974 | Halowe mistrzostwa Europy     | Göteborg  | 1       | skok w dal         | [ 11 ] |
| 1974 | Halowe mistrzostwa Europy     | Göteborg  | 3       | 60 m przez płotki  | [ 11 ] |
| 1974 | Mistrzostwa Europy            | Rzym      | 8       | skok w dal         | [ 12 ] |
| 1975 | Halowe mistrzostwa Europy     | Katowice  | 3       | skok w dal         | [ 13 ] |
| 1975 | Halowe mistrzostwa Europy     | Katowice  | 6       | 60 m przez płotki  | [ 13 ] |
| 1976 | Halowe mistrzostwa Europy     | Monachium | 7       | skok w dal         | [ 14 ] |

## Osiągnięcia krajowe
Dwukrotnie (w 1966 i 1971) została uznana najlepszym sportowcem Szwajcarii. Wielokrotnie biła rekordy tego kraju. Jej wynik z Mistrzostw Europy z 1971 w skoku w dal (6,73 m) był aż do 2010 rekordem Szwajcarii.
Dwadzieścia dziewięć razy zdobywała mistrzostwo Szwajcarii na otwartym stadionie:
- bieg na 100 metrów – 1965, 1966, 1970, 1971, 1972
- bieg na 80 metrów przez płotki – 1965, 1966, 1968
- bieg na 100 metrów przez płotki – 1969, 1970, 1971, 1973, 1975
- skok wzwyż – 1965, 1966
- skok w dal – 1964, 1965, 1966, 1970, 1971, 1972, 1973
- pięciobój – 1965, 1966, 1967, 1968, 1970, 1971, 1972

## Rekordy życiowe
- 100 m – 11,68 s
- 100 m ppł – 13,35 s
- 60 m ppł (hala) – 8,19 s
- skok w dal -–6,73 m
- pięciobój – 5085 pkt

Startowała w barwach LC Schaffhausen. Po zakończeniu kariery sportowej wyszła za mąż za hokeistę na trawie Georges'a Mathysa. Ma dwoje dzieci.